# Atmospheric Diving Suit

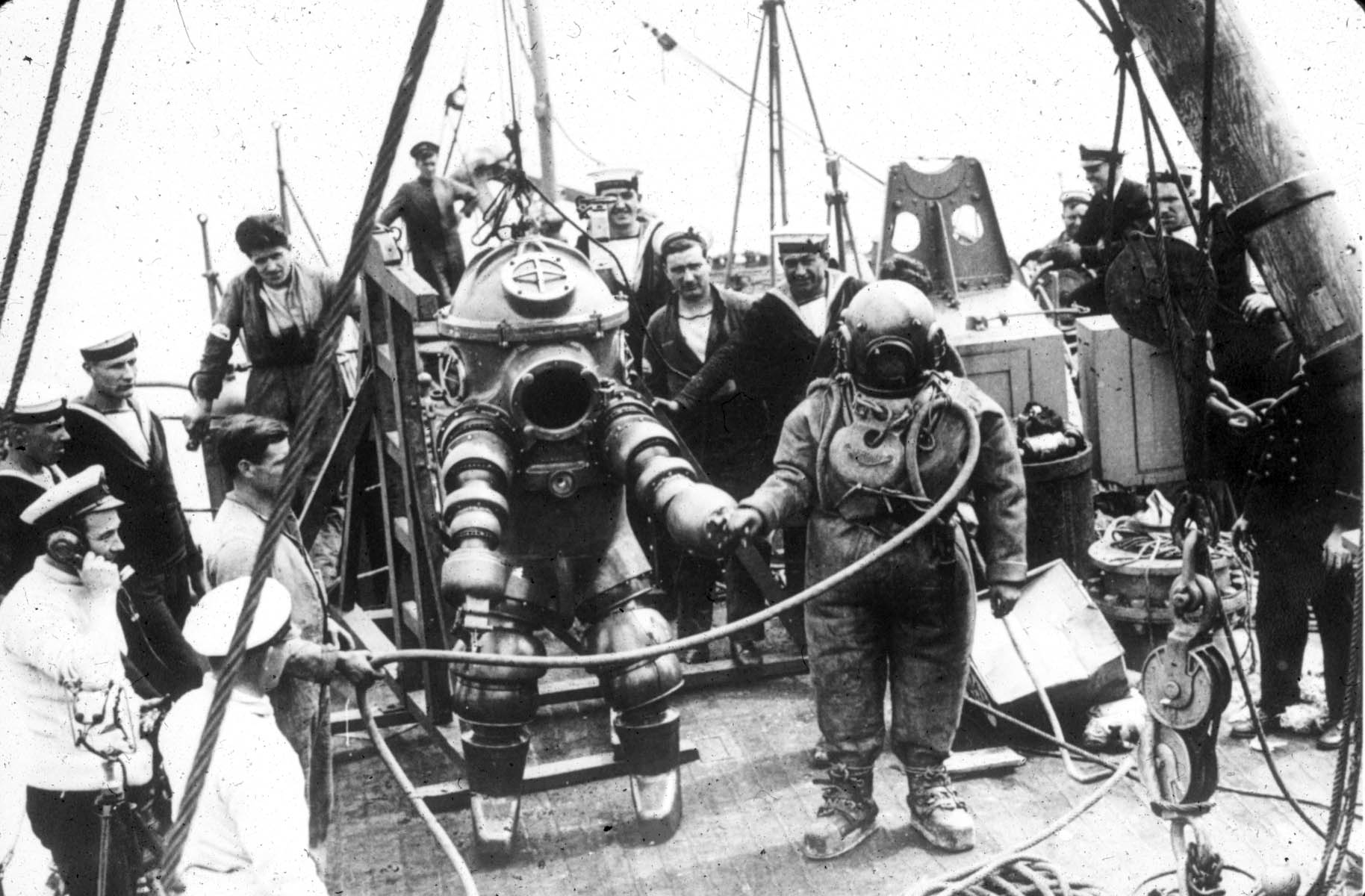
Due subacquei, uno che indossa la ADS "Tritonia", si preparano ad esplorare il relitto del RMS Lusitania nel 1935.

Una Atmospheric Diving Suit (ADS, in italiano tradotta talvolta con Sistema per l'immersione a pressione atmosferica o anche Scafandro Rigido Articolato è un sommergibile antropomorfico adattato all'uso di una singola persona, in tutto rassomigliante ad una complessa armatura articolata nella quale la pressione interna viene mantenuta al valore di una atmosfera.
Una Atmospheric Diving Suit può essere considerata come un'evoluzione ad alta tecnologia dell'attrezzatura da palombaro, e consente immersioni fino a 300 metri di profondità per svariate ore, eliminando inoltre la maggior parte dei problemi fisiologici associati alle immersioni profonde: non si ha necessità di decompressione e non c'è pericolo di malattia da decompressione o di narcosi da azoto, dato che l'immersione si effettua a pressione atmosferica.
È attualmente utilizzata per particolari missioni di intervento dalla Marina Militare Italiana e dalle altre marine mondiali.

## Storia

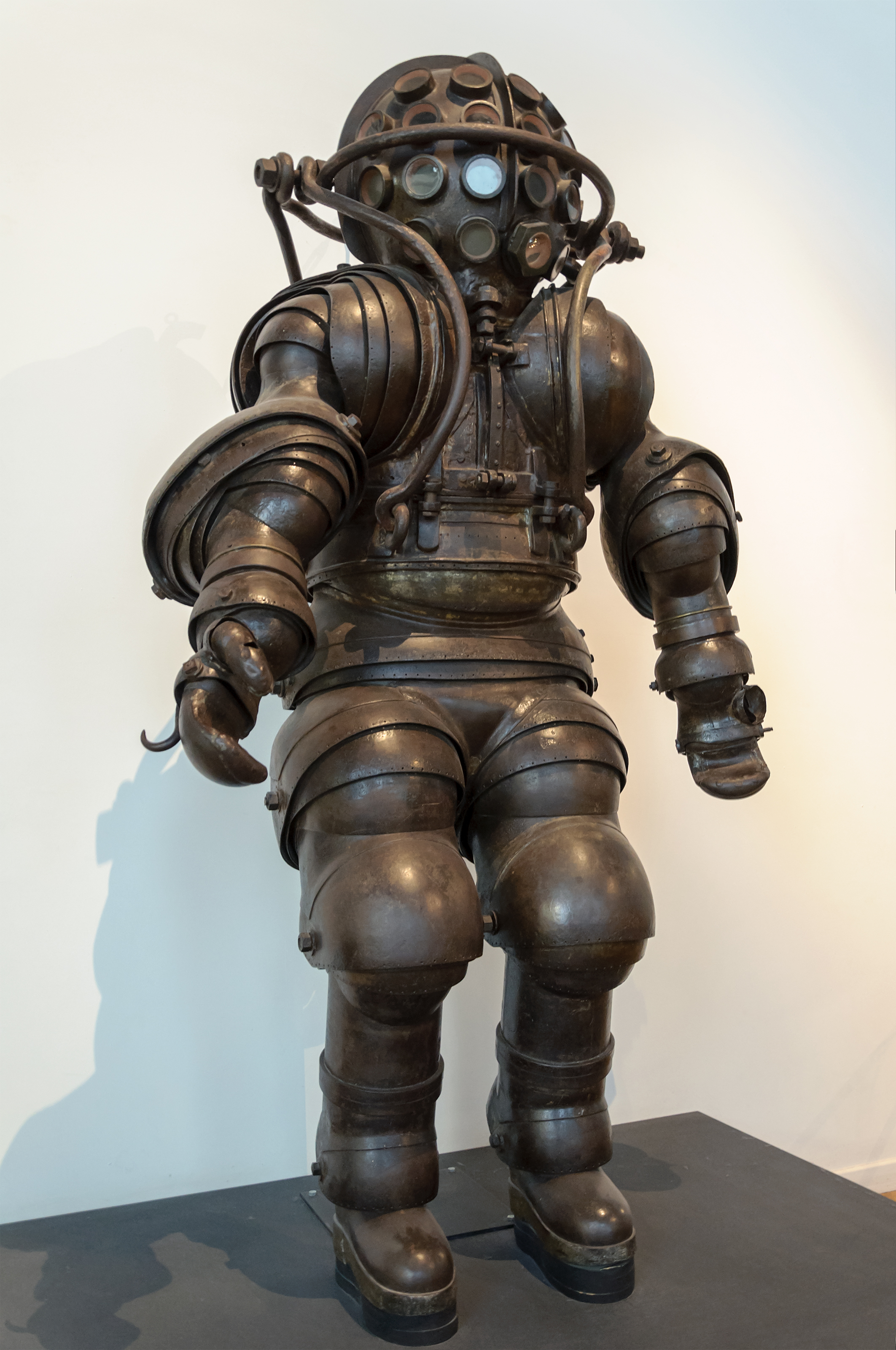
ADS antropomorfica dei fratelli Carmagnolle, 1882, Musée national de la Marine, Parigi.

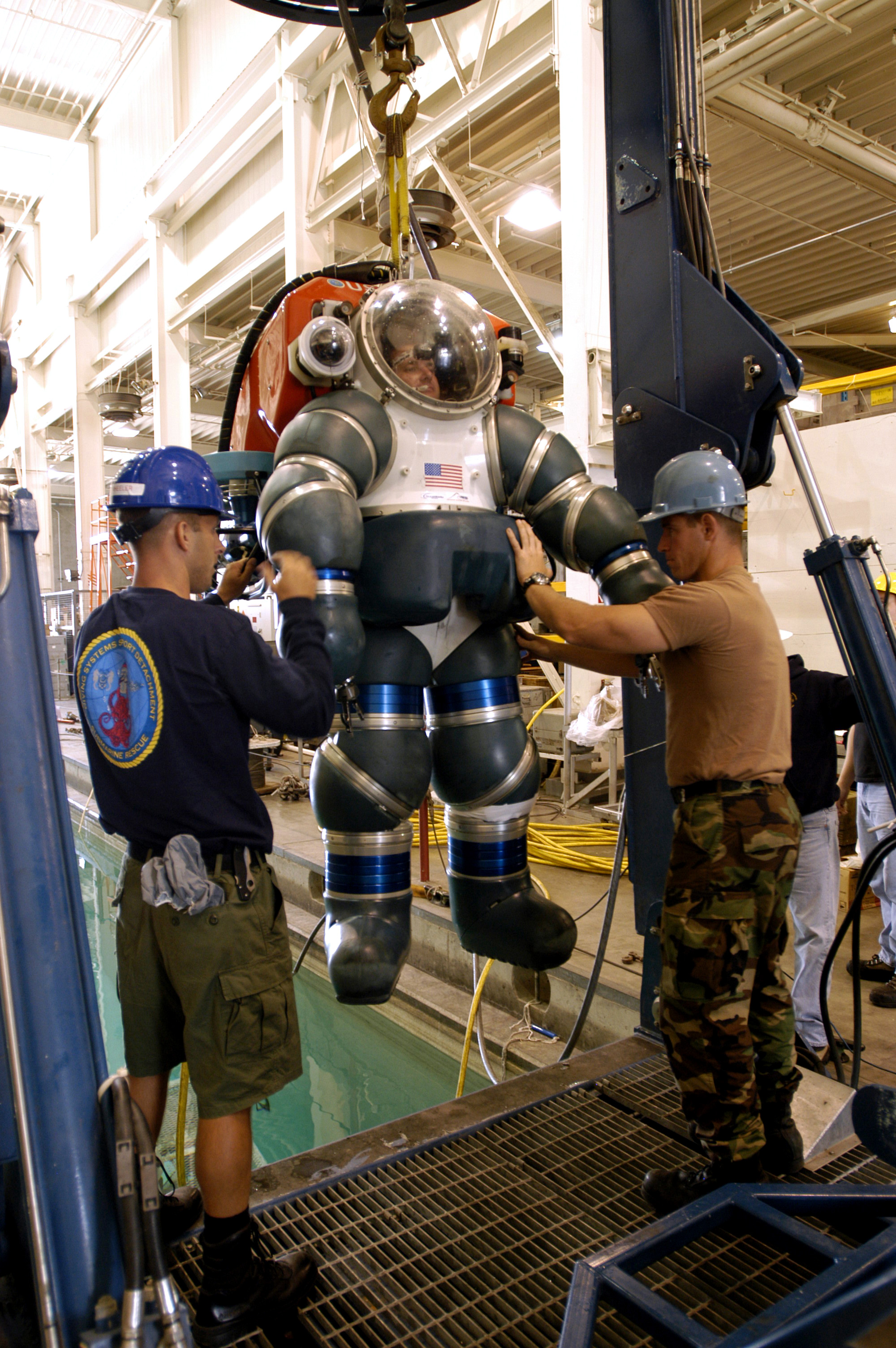
Addestramento con una Atmospheric Dive Suit.

- 1715: John Lethbridge costruì una "macchina per immersione", essenzialmente un barile di legno di circa 1 metro e 80 di lunghezza con due fori per le braccia, sigillati con cuoio, e un oblò di vetro. Venne utilizzata spesso per immersioni a circa 18 metri e per recuperare consistenti quantità di argento dal relitto della East Indiaman Vansittart, affondata nel 1718 di fronte a Capo Verde.
- 1856: Lodner D. Phillips progettò la prima ADS. Si trattava di un torso a forma di barilotto, con estremità a cupola e giunture sferiche per la mobilità di braccia e gambe. L'aria veniva fornita dalla superficie tramite un tubo ombelicale. Non vi sono però indicazioni che sia mai stata realmente utilizzata.
- 1882: i fratelli Carmagnolle di Marsiglia brevettarono la prima ADS antropomorfica dotata di giunture a tenuta stagna formate da sezioni di sfera concentriche. La muta ne aveva 22, 4 per gamba, sei per braccio e due nel torso. L'elmo aveva 25 vetri per la visione all'esterno.
- 1914: MacDuffy costruì la prima ADS con cuscinetti per agevolare i movimenti. Venne testata a New York alla profondità di 65 metri.
- 1915: Harry L. Bowdoin di Bayonne, New York, brevettò un nuovo tipo di giuntura lubrificata ad olio per la ADS. Non vi sono però indicazioni che sia mai stata realmente utilizzata.
- 1915: la società tedesca Neufeldt and Kuhnke costruì due ADS basate sul loro brevetto di giuntura a sfera, usando cuscinetti sferici per smorzare il carico di pressione. La Marina Tedesca la testò a 161 metri nel 1924, ma la camminata era difficoltosa e le giunture non molto sicure. Nonostante ciò vennero utilizzate molte "Panzertaucher" durante la Seconda guerra mondiale sia dai tedeschi che dalla Marina Russa.
- 1922: la fama della muta crebbe durante il recupero di oro e argento dal relitto della S.S. Egypt, affondata nel maggio del 1922.
- 1922: Joseph Salim Peress brevetta la prima giuntura sferica a liquido per bilanciare la pressione, e nel 1932 costruisce la Tritonia, comunemente chiamata "Jim I.", utilizzata sul relitto del RMS Lusitania ad una profondità di 95 metri. L'esperienza di Peress venne sfruttata in seguito per la creazione della JIM suit, chiamata così dal nome del capo sommozzatore di Peress Jim Jarrett.
- 1952: Alfred A. Mikalow costruisce una ADS utilizzando giunture sferiche e a incastro, progettata per il recupero di tesori sommersi, utilizzata con successo per l'immersione a 99 metri nelle acque vicino a Fort Point, San Francisco.
- 1969: la JIM suit, la ADS più conosciuta, viene inventata dalla fabbrica inglese DHB Construction. La prima di esse venne completata nel 1971 e provata nel 1972. Nel 1976 la JIM suit fece il record di durata di 5 ore e 59 minuti a 275 metri di profondità. La prima muta era realizzata in magnesio per via della sua grande resistenza alla pressione, poi rimpiazzato come materiale dal vetroresina (e chiamata GRP suit dall'inglese glass reinforced plastic).
- 1987: il "Newtsuit" è stato sviluppato dall'ingegnere canadese Phil Nuytten. Il Newtsuit è costruito per funzionare come un 'sottomarino che si può indossare', permettendo al subacqueo di lavorare alla normale pressione atmosferica anche a profondità di oltre 1.000 piedi (300 m). Realizzato in alluminio battuto, aveva giunture completamente articolabili in modo che il subacqueo poteva muoversi più facilmente sott'acqua. Il sistema di supporto vitale era di 6-8 ore di aria, con una riserva di emergenza di ulteriori 48 ore. Il Newtsuit è stato utilizzato per recuperare la campana dal relitto della SS Edmund Fitzgerald nel 1995.
- 1997: l'ADS 2000, sviluppato in collaborazione con OceanWorks International Corp. e la Marina degli Stati Uniti, è una evoluzione del Newtsuit per soddisfare i requisiti US Navy. Il ADS2000 consente di operare a maggiore profondità per il programma di salvataggio sottomarino della US Navy. Realizzato in lega di alluminio forgiato T6061 utilizza un avanzato design dei giunti articolati basato sul modello dei giunti del Newtsuit. In grado di operare fino a 2.000 piedi (610 m) di acqua di mare per una missione normale della durata fino a sei ore, ha un sistema di supporto vitale automatico autosufficiente. Inoltre, il sistema integrato a doppia elica permette al pilota di navigare facilmente sott'acqua.
- 2006: l'ADS 2000 è diventato pienamente operativo ed è stato certificato dalla Marina degli Stati Uniti durante la prova condotta alla massima profondità al largo della California del sud. Equipaggiato con un ADS 2000 il Capo palombaro della Marina Daniel Jackson ha stabilito un nuovo record il 1º agosto 2006. Egli si è immerso a 2.000 piedi (610 m) di profondità. Attualmente, la US Navy dispone di quattro scafandri ADS 2000 e tre sistemi automatici di lancio e recupero (self erecting Launch and Recovery Systems). Il sistema è progettato per essere trasportato al sito di intervento su vari tipi di aerei militari e commerciali.